# ISPL
ISPL (information services procurement library) is een framework dat gebruikt kan worden tijdens aanbestedingstrajecten voor ICT-gerelateerde diensten. ISPL laat zich goed combineren met andere frameworks, zoals ITIL en Prince2. ISPL wordt als geheel niet vaak toegepast in Nederland. Deelaspecten van ISPL daarentegen wel. Een voorbeeld hiervan is het maken van een risicoanalyse. Een deelproduct dat is ontstaan vanuit ISPL is de RfP. ISPL is tegenwoordig eigendom van ITSMF Nederland, de bedrijfsvereniging voor IT-(service) management en strategie.